# Sleeping Powder
«Sleeping Powder» es un sencillo de la banda virtual británica Gorillaz. El lanzamiento de la canción se produjo el 8 de junio de 2017 a través de YouTube, con una versión en vivo lanzada el mismo día. Y luego fue lanzado vía streaming en Spotify y ITunes en 16 de junio de 2017.

## Producción
«Sleeping Powder» fue la primera canción que se grabó y lanzó después del lanzamiento de Humanz. A través del diseño deliberado (y en contraste con Humanz), no cuenta con ningún colaborador musical. Damon Albarn, hablando a través de la perspectiva de la banda de ficción 2-D, explicó esta decisión: "2-D sentía que tal vez él no estaba representado en Humanz. No fue un problema, pero tal vez fue un poco demasiado generoso, ¿sabes? Así que pensó que haría una canción solo, y haría un video solo con él, y no se lo diría a nadie más"
«Sleeping Powder» se escribió solo tres días antes de su debut del 8 de junio y su video se completó un día antes de su lanzamiento. Para facilitar un cambio tan rápido para un video musical, se utilizó la captura de movimiento (proporcionada por Albarn) para 2-D. Los fondos se componían en su mayor parte de material de archivo variado.

## Vídeo musical
El video musical se abre con un clip de 1987 de PSA: This is Your Brain On Drugs.
2-D se sienta en un clavicordio,  tocando junto con la apertura de la canción. A medida que la canción avanza, la sala comienza a deformarse, con las paredes y los muebles flotando lejos para revelar un vacío azul. Con cada transición de escena, el fondo se desplaza a través de varios clips de material de archivo, mientras que las danzas 2-D a la música. El video musical termina donde empezó, con la habitación reconstruyéndose como 2-D toca el clavicordio una vez más.

## Personal
- Damon Albarn: voces, teclados, guitarra
- Remi Kabaka Jr.: percusión